# Джиронико
Джиронико (итал. Gironico) — коммуна в Италии, располагается в регионе Ломбардия, подчиняется административному центру Комо.
Население составляет 2038 человек, плотность населения составляет 510 чел./км². Занимает площадь 4 км². Почтовый индекс — 22020. Телефонный код — 031.
Покровителями коммуны почитаются святые Назарий и Цельсий, празднование 28 июля.